# ژیسلین کریستینا سوزا دا سیلوا
ژیسلین کریستینا سوزا دا سیلوا (انگلیسی: Gislaine Cristina Souza da Silva؛ زادهٔ ۲۲ اوت ۱۹۸۸) بازیکن فوتبال اهل برزیل است.
از باشگاه‌هایی که در آن بازی کرده‌است می‌توان به باشگاه فوتبال کورینتیانس اشاره کرد.
وی همچنین در تیم ملی فوتبال زنان برزیل بازی کرده‌است.